# Ossago Lodigiano
Ossago Lodigiano ist eine Gemeinde mit 1415 Einwohnern (Stand 31. Dezember 2023) in der Provinz Lodi in der italienischen Region Lombardei.

## Ortsteile
Im Gemeindegebiet liegen neben dem Hauptort die Wohnplätze Cascina Bruseda, Cascina Ceppeda und Cascina Grazzano.